# Ranelagh (Ierland)
Ranelagh (Iers: Raghnallach) is van oorsprong een dorp in Ierland, gelegen ten zuiden van Dublin. Tegenwoordig is het een buitenwijk van de hoofdstad, populair onder studenten en young professionals.

## Geschiedenis
Ranelagh was oorspronkelijk een dorp omgeven door landhuizen. Tijdens de eerste jaren van de Ierse Confederatie-oorlogen (1641 – 1649) was Ranelagh het strijdtoneel van onder andere de Slag bij Rathmines. Ook ondernamen de Ieren en de Cavaliers vanuit Ranelagh een poging om Dublin af te nemen van de Roundheads. Deze aanval werd echter bloedig neergeslagen.
In 1785 maakte Richard Crosbie een van de eerste succesvolle luchtballonvluchten van Ranelagh Gardens naar Clontarf.
In de 19e eeuw werd Ranelagh steeds meer opgenomen in Dublin.

## Educatie
Ranelagh kent zeven basisscholen en middelbare scholen, waaronder de eerste Ierstalige school van Ierland; Scoil Bhríde.
Enkele van de middelbare scholen zijn Muckross Park College, Gonzaga College en Sandford Park School.

## Bekende mensen uit Ranelagh
- Garret FitzGerald , politicus
- Mary Robinson, eerste vrouwelijke president van Ierland.

### Geboren
- Maureen O'Hara (1920-2015), Iers-Amerikaans actrice
- Ken Doherty (1969), snookerspeler